# 77-й Венеційський міжнародний кінофестиваль
77-й щорічний Венеціанський міжнародний кінофестиваль проходив з 2 по 12 вересня 2020 року. Журі основного конкурсу фестивалю очолила австралійська акторка Кейт Бланшетт. Фільмом відкриттям став фільм «Родинний зв'язок» італійського режисера Даніеле Лукетті. Минулого разу італійський фільм відкривав Венеціанський кінофестиваль 11 років тому   .
Незважаючи на пандемію коронавируса, кінофестиваль не стали скасовувати або переносити. Дирекція фестивалю повідомила, що він пройде більш скромно, ніж зазвичай, і з дотриманням всіх норм безпеки   .
Головний приз, нагороду «Золотий лев», отримав фільм «Земля кочівників» Хлої Чжао  .

## Журі
Основний конкурс: 
- Кейт Бланшетт, акторка ( Австралія) - голова
- Джоанна Хогг, режисерка і сценаристка ( Велика Британія)
- Крістіан Петцольд, режисер і сценарист ( Німеччина)
- Метт Діллон, актор ( США)
- Вероніка Франц, режисерка і сценаристка ( Австрія)
- Нікола Ладжойя, сценарист ( Італія)
- Людівін Саньє, акторка ( Франція)

Програма «Горизонти»: 
- Клер Дені, режисерка і сценаристка ( Франція) - голова
- Крістін Вашон, продюсерка ( США)
- Оскар Алегрия, режисер ( Іспанія)
- Франческа Коменчіні, режисерка і сценаристка ( Італія)
- Катріель Шорі, колишня директорка Ізраїльського Фонду кіно ( Ізраїль)

## Конкурсна програма

### Основний конкурс
| Лауреата «Золотого лева» виділено окремим кольором. |

| Лауреата Гран-прі журі виділено окремим кольором. |

| Назва                    | Оригінальна назва           | Режисер                            | Країна                                                                         |
| ------------------------ | --------------------------- | ---------------------------------- | ------------------------------------------------------------------------------ |
| А завтра весь світ       | Und morgen die ganze Welt   | Юлія фон Хайнц                     | Німеччина, Франція                                                             |
| Дорогі товариші!         | Дорогие товарищи!           | Андрій Кончаловський               | Росія                                                                          |
| Учень                    | The Disciple                | Чайтанья Тамхане                   | Індія                                                                          |
| Среди розсипаних смертей | Səpələnmiş ölümlər arasında | Хілал Байдаров                     | Азербайджан, США                                                               |
| Ніч у Хайфі              | Laila in Haifa              | Амос Гітай                         | Ізраїль, Франція                                                               |
| Коханці                  | Amants                      | Ніколь Гарсія                      | Франція                                                                        |
| Міс Маркс                | Miss Marx                   | Сузанна Ніккьярелли                | Італія, Бельгія                                                                |
| Снігу більше не буде     | Śniegu już nigdy nie będzie | Малгожата Шумовська, Міхал Енглерт | Польща, Німеччина                                                              |
| Земля кочівників         | Nomadland                   | Хлої Чжао                          | США                                                                            |
| Всенощна                 | Notturno                    | Джанфранко Розі                    | Італія                                                                         |
| Новий порядок            | New Order                   | Мішель Франко                      | Мексика, Франція                                                               |
| Наш батько               | Padrenostro                 | Клаудіо Ноче                       | Італія                                                                         |
| Фрагменти жінки          | Pieces of a Woman           | Корнель Мундруцо                   | Канада, Угорщина                                                               |
| Куди ти йдеш, Аїдо?      | Quo Vadis, Aida?            | Ясміла Жбанич                      | Боснія і Герцеговина, Румунія, Австрія, Нідерланди, Франція, Польща, Німеччина |
| Сестри Макалузо          | Le sorelle Macaluso         | Емма Данте                         | Італія                                                                         |
| Сонячні діти             | خورشید                      | Маджид Маджиді                     | Іран                                                                           |
| Дружина шпигуна          | スパイの妻                  | Куросава Кійосі                    | Японія, Південна Корея, Німеччина                                              |
| Світ майбутнього         | The World to Come           | Мона Фастволд Лерче                | США                                                                            |

### Програма «Горизонти»
| Переможеця виділено окремим кольором. |

| Назва                          | Оригінальна назва         | Режисер                            | Країна                                               |
| ------------------------------ | ------------------------- | ---------------------------------- | ---------------------------------------------------- |
| Яблука                         | μήλα                      | Христос Ніку                       | Греція, Польща, Словенія                             |
| Все найкраще попереду          | 不止不休                  | Ван Цзін                           | КНР                                                  |
| Безтурботний злочин            | جنایت بی دقت              | Шахрам Мокрі                       | Іран                                                 |
| Піч                            | The Furnace               | Родерік МакКей                     | Австралія                                            |
| Газа, любове моя               | Gaza mon amour            | Тарзан Нассер, Араб Нассер         | Палестина, Франція, Німеччина, Катар                 |
| Шимпанзе                       | Lahi, Hayop               | Лав Діас                           | Філіппіни                                            |
| Війна і мир                    | Guerra e pace             | Массімо Д’Анольфи, Мартіна Паренти | Італія, Швейцарія                                    |
| Слухай                         | Listen                    | Ана Роша                           | Велика Британія, Португалія                          |
| Мейнстрім                      | Mainstream                | Джіа Коппола                       | США                                                  |
| Людина, яка продала свою шкіру | The Man Who Sold His Skin | Каутер Бен Ханья                   | Туніс, Франція, Німеччина, Бельгія, Швеція           |
| Віха                           | Meel Patthar              | Иван Айр                           | Індія                                                |
| Звичайне місце                 | Nowhere Special           | Уберто Пазоліні                    | Велика Британія, Італія, Румунія                     |
| Ніч королів                    | La nuit des rois          | Філіпп Лакот                       | [[Шаблон:Назва країни Кот-д’Івуар]], Франція, Канада |
| Хижаки                         | I predatori               | Пьетро Кастеллітто                 | Італія                                               |
| Трагічний ліс                  | Selva trágica             | Юлене Олайсола                     | Мексика, Франція, Колумбія                           |
| Третя війна                    | La troisième guerre       | Джованні Алой                      | Франція                                              |
| Пустка                         | دشت خاموش                 | Ахмад Бахрамі                      | Іран                                                 |
| Жовта кішка                    |                           | Адільхан Ержанов                   | Казахстан, Франція                                   |
| Контакт Занки                  | Zanka Contact             | Ісмаэль Ель Іраки                  | Марокко, Франція, Бельгія                            |

## Нагороди
Призи на конкурсі розподілилися наступним чином: 

### Основні нагороди
- Золотий лев - «Земля кочівників», реж. Хлої Чжао
- Гран-прі журі - Срібний лев - «Новий порядок», реж. Мішель Франко
- Срібний лев за режисуру - Куросава Кійосі за фільм «Дружина шпигуна»
- Кубок Вольпі за кращу чоловічу роль - П'єрфранческо Фавіно за роль у фільмі «Отче наш»
- Кубок Вольпі за кращу жіночу роль - Ванесса Кірбі за роль у фільмі «Фрагменти жінки»
- Приз за кращий сценарій - Лев - Чайтанья Тамхане за фільм «Учень»
- Спеціальний приз журі - «Дорогі товариші!», Реж. Андрій Кончаловський
- Премія Марчелло Мастроянні - Рухолла Замани за роль у фільмі «Сонячні діти»

### Нагороди за внесок у кінематограф
- Почесний Золотий лев - Ен Хуей і Тільда Свінтон [8]

### Програма «Горизонти»
- Приз за кращий фільм - «Пустка», реж. Ахмад Бахрамі
- Приз за режисуру - Лав Діас за фільм «Шимпанзе»
- Спеціальний приз журі - «Слухай», реж. Ана Роша
- Приз кращому акторові - Яхья Махайні за роль у фільмі «Людина, яка продала свою шкіру»
- Приз найкращій акторці - Ханса Батма за роль у фільмі «Контакт Занки»
- Приз за кращий сценарій - «Хижаки», реж. П'єтро Кастеллітто

### Нагорода за кращий дебют
- Приз Луїджі Ді Лаурентіса - Лев Майбутнього - «Слухай», реж. Ана Роша